# Enchelyolepis
Enchelyolepis è un genere di pesci ossei estinto, appartenente ai macrosemiidi. Visse tra il Giurassico superiore e il Cretaceo inferiore (Titoniano - Berriasiano, circa 150 - 140 milioni di anni fa) e i suoi resti fossili sono stati ritrovati in Europa.

## Descrizione
Di piccole dimensioni, questo pesce non superava la lunghezza di 5 centimetri. La testa era grande e il muso appuntito; i denti marginali erano allungati e molto vicini fra loro. Le pinne pettorali erano allungate e sottili, più grandi di quelle pelviche.  La pinna dorsale era bassa e allungata, con supporti molto robusti; essa iniziava appena dopo il capo e per terminare appena prima della coda. La pinna anale era piccola, e la pinna caudale non era biforcuta. Le scaglie, molto diverse da quelle degli altri macrosemiidi, erano molto piccole e sottili, e si sovrapponevano l'una all'altra. Enchelyolepis si differenziava da altri macrosemiidi anche per la robustezza degli archi emali e neurali e della base delle pinne dorsale e anale; in questo assomigliava all'enigmatico Petalopteryx.  

## Classificazione
Il genere Enchelyolepis venne istituito da Arthur Smith Woodward nel 1919 per accogliere due specie di pesci macrosemiidi precedentemente attribuite al genere Macrosemius: E. pectoralis proviene dal Titoniano di Savonnières en-Perthois (Francia), mentre E. andrewsi del Berriasiano di Teffont (Inghilterra). Queste due specie si distinguono principalmente per dettagli del cranio (E. andrewsi possedeva una testa più alta, orbite più grandi e un muso più corto). 

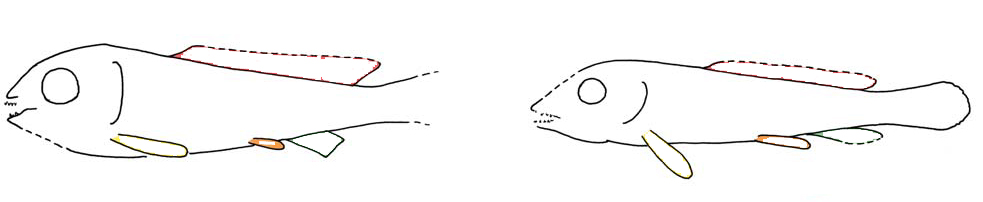
Ricostruzione di Enchelyolepis andrewsi ed E. pectoralis

Enchelyolepis appartiene ai macrosemiidi, un gruppo di pesci semionotiformi molto diffusi nel corso del Giurassico, solitamente di piccole dimensioni e dotati di una serie di ossa orbitali caratteristiche.